# Inversodicraea tenax
Inversodicraea tenax là một loài thực vật có hoa trong họ Podostemaceae. Loài này được C. Cusset mô tả khoa học đầu tiên..